# Малохалилово
Малохалилово— деревня в  Гайском городском округе Оренбургской области.

## География
Находится на расстоянии примерно 18 километров по прямой на запад-юго-запад от окружного центра города Гай.

## Климат
Климат резко выраженный континентальный. Основные черты климата: холодная суровая зима, жаркое сухое лето, неустойчивость и недостаточность атмосферных осадков. Абсолютный минимум температуры – минус 44 градуса по Цельсию. Лето жаркое, максимальная температура воздуха достигает плюс 40 градусов по Цельсию. Одна из особенностей климата– наличие большого числа дней в году с ветрами (до 275 суток) и наличие суховеев (преимущественно юго-западные ветры). Среднегодовое количество осадков составляет 220-300мм. Снежный покров устанавливается в середине ноября и исчезает в конце апреля. Глубина промерзания грунт – 2-2,5м.

## История
Деревня образована в 1879 году как выселок из Старохалилово. Первоначальное название Байказак, потом Халилово. Вблизи деревни в тридцатые годы была открыта Малохалиловская залежь железняков (часть Халиловского месторождения). До 2016 года входила в состав Халиловского сельсовета Гайского района,  после реорганизации обоих муниципальных образований входит в состав Гайского городского округа.

## Население
Постоянное население составляло 84 человек в 2002 году (башкиры 77%) ,  62 в 2010 году.